# Даньцзянкоу
Даньцзянкоу (кит. спр. 丹江口市, піньїнь: Dānjiāngkŏu Shì) — місто-повіт у центральнокитайській провінції Хубей, складова міста Шиянь.

## Географія
Даньцзянкоу розташовується на сході префектури, лежить на річці Ханьшуй у гирлі водосховища Даньцзянкоу.

### Клімат
Місто знаходиться у зоні, котра характеризується вологим субтропічним кліматом. Найтепліший місяць — липень із середньою температурою 27.6 °C (81.7 °F). Найхолодніший місяць — січень, із середньою температурою 2.9 °С (37.2 °F).
| Клімат Даньцзянкоу      | Клімат Даньцзянкоу | Клімат Даньцзянкоу | Клімат Даньцзянкоу | Клімат Даньцзянкоу | Клімат Даньцзянкоу | Клімат Даньцзянкоу | Клімат Даньцзянкоу | Клімат Даньцзянкоу | Клімат Даньцзянкоу | Клімат Даньцзянкоу | Клімат Даньцзянкоу | Клімат Даньцзянкоу | Клімат Даньцзянкоу |
| Показник                | Січ.               | Лют.               | Бер.               | Квіт.              | Трав.              | Черв.              | Лип.               | Серп.              | Вер.               | Жовт.              | Лист.              | Груд.              | Рік                |
| Середня температура, °C | 2,9                | 4,5                | 9,5                | 15,7               | 20,9               | 25,4               | 27,6               | 27                 | 21,5               | 16,5               | 10,5               | 4,8                | 15,6               |
| Норма опадів, мм        | 16.1               | 24.4               | 46.1               | 76.4               | 90.5               | 81.5               | 129.8              | 130                | 110.6              | 71.5               | 41.8               | 15.5               | 834.2              |
| Днів з опадами          | 7                  | 7,8                | 10                 | 12,3               | 11,6               | 10                 | 12,7               | 12,1               | 14,2               | 12,6               | 10,6               | 7,7                | 128,6              |
| Вологість повітря, %    | 65.8               | 66.6               | 67.7               | 70.1               | 69.2               | 66.6               | 75.2               | 75.6               | 75.8               | 74.6               | 73.2               | 68.4               | 70.7               |
| ----------------------- | ------------------ | ------------------ | ------------------ | ------------------ | ------------------ | ------------------ | ------------------ | ------------------ | ------------------ | ------------------ | ------------------ | ------------------ | ------------------ |
| Джерело: Weatherbase    |                    |                    |                    |                    |                    |                    |                    |                    |                    |                    |                    |                    |                    |